# Ceriana pedicellata
Ceriana pedicellata är en tvåvingeart som först beskrevs av Samuel Wendell Williston 1887.  Ceriana pedicellata ingår i släktet griffelblomflugor, och familjen blomflugor. Inga underarter finns listade i Catalogue of Life.